# Bohumín
Bohumín (in tedesco: Oderberg, in polacco: Bogumin) è una città della Repubblica Ceca, presso il confine con la Polonia. Si trova sul fiume Oder ed ha una popolazione di 23 078 abitanti (2005). Si trova nell'okres (provincia) di Karviná, nella Regione di Moravia-Slesia. Durante il Medioevo, era una signoria dell'Alta Slesia.
Bohumín è un importante crocevia ferroviario della Repubblica Ceca: ci sono linee in direzione di Ostrava, Břeclav, Vienna, Olomouc, Praga, Petrovice u Karviné, Katowice, (costruite sul percorso della Ferrovia del Nord), Chałupki e Racibórz. Un'altra importante linea è quella verso Český Těšín, Žilina e Košice. Vi è anche un grande deposito a Bohumín.